# Amnesia (Computerspiel, 1986)
Amnesia ist ein Textadventure von Cognetics Corporation, das 1986 von Electronic Arts veröffentlicht wurde. Das Script wurde von Thomas Michael Disch geschrieben.

## Handlung
Der Spieler erwacht nackt und ohne jedwede Erinnerung in einem Zimmer im 15. Stock eines Hotels. Im Laufe des Spielbeginns stellt sich heraus, dass sich der Spieler in Manhattan befindet, mit einer ihm unbekannten Frau verlobt ist und in Texas wegen Mordes gesucht wird. Ein Unbekannter versucht wiederholt, den Spieler zu töten. Aufgabe des Spielers ist, zu überleben und sein Gedächtnis wiederzufinden.

## Spielprinzip
Amnesia ist ein Textadventure, das heißt, Umgebung und Geschehnisse werden als Bildschirmtext aus- und die Handlungen des Spielers ebenfalls als Text über die Tastatur eingegeben. Die Umgebung wird dabei in kleine Abschnitte wie z. B. eine Straßenkreuzung oder ein Geschäft eingeteilt. Von solchen Orten gibt es im Spiel ca. 4000, die einen Teil des realen Manhattan leidlich gut nachbilden – unter anderem werden 650 real existierende Straßen sowie das darunter befindliche U-Bahn-System abgebildet. Eine Karte der Spiellandschaft sowie ein Notizbuch mit einigen Telefonnummern lagen dem Spiel bei. Amnesia emuliert auch die reale Uhrzeit, was sich u. a. in den Öffnungszeiten von Geschäften bemerkbar macht und dazu führt, dass der Spieler zu bestimmten Zeiten bestimmte Orte besuchen muss. Weiterhin muss sich der Spieler um seine Grundbedürfnisse kümmern, mithin Geld, Essen und Schlafplätze auftun. Je nach Verhalten des Spielers verfügt Amnesia über mehrere Schlussszenen. Der Parser des Spiels versteht ca. 1700 Wörter, was das Spiel qualitativ zu den Spielen des Branchenprimus Infocom aufschließen lässt.

## Entwicklungsgeschichte
Amnesia ist neben The Hound of Shadow (1989) das einzige Textadventure, das je von Electronic Arts veröffentlicht wurde, und entstand in einer Zeit, als Textadventures drastisch an Beliebtheit verloren. Projektmanager des Spiels war Don Daglow. Programmiert wurde es von Kevin Bentley in der „King-Edward-Adventure“-Programmierumgebung, die von James Terry entwickelt worden war und eine Weiterentwicklung von Forth darstellte. Cognetics Corporation war damals ein Produzent von Lernsoftware; Amnesia war das einzige Computerspiel, das die Firma je entwickelte. Angestoßen wurde das Projekt durch Dischs Verlag Harper & Row, der den Mitte der 1980er-Jahre grassierenden Trend der Umsetzung von Literatur für Computer nicht verpassen wollte und mit Disch einen renommierten, aber zu der Zeit kommerziell relativ erfolglosen Autor im Portfolio hatte. Harper & Row verlegte damals auch die Lernsoftware von Cognetics.
Das ursprüngliche Manuskript von Disch erstreckte sich auf 450 Seiten und musste stark gekürzt werden, um es an die geringen Speicherkapazitäten der damaligen Hardware anzupassen. Auf Basis des Spielmanuskripts entwickelte Disch auch ein Drehbuch für einen Film, der aber nie realisiert wurde. Dischs humorvoller, komplexer Schreibstil prägt die Texte des Adventures.

## Rezeption
Happy Computer lobte den ausgereiften Parser sowie den Humor des Spiels, kritisierte aber dessen Einfachheit sowie die mangelnde Interaktivität mancher Szenen. Computer Gaming World bezeichnete die Story als „brillant, geistreich und fesselnd“. Adventure Classic Gaming befand, das Spiel verfüge über den Schreibstil und die Charakterentwicklung eines guten Romans. Bemängelt wurde die partielle Linearität des Handlungsstrangs und das Fehlen einer Hilfefunktion. Reviewer Hamza Ansari ordnet das Spiel aufgrund seiner Simulation des Stadtlebens in Manhattan und der Erkundungsfreiheit des Spielers als frühen Vorläufer der Open-World-Spiele ein. Das SPAG-Magazin hob den hochwertigen Parser und die vielseitigen Interaktionsmöglichkeiten mit NPCs hervor, kritisierte jedoch den umständlichen Kopierschutz, der einen häufigen Diskettenwechsel beinhaltete.